# PERLE Hamburg
PERLE Hamburg is een overdekte winkelpassage in het centrum van Hamburg. 

## Ligging
Het complex, dat in 1974 werd opgeleverd, is gelegen in het bouwblok begrensd door de Rosenstrasse aan de noordzijde, het Gertrudenkirchhof aan de oostzijde, de Spitalerstrasse aan de zuidzijde en de Gerhart-Hauptmann-Platz aan de westzijde.

## Geschiedenis
Het gebouw werd van 1972 tot april 1974 gebouwd als hoofdkantoor van de Landesbank Hamburgs. Op de begane grond en de eerste verdieping werd de winkelpassage Landesbank-Galerie geopend. In de kelder was de eerste jaren een Spar supermarkt, die na het vertrek vele jaren leegstond. De nieuwbouw kostte destijds 75 miljoen D-mark.
In 2002 werd de passage gemoderniseerd voor 8,5 miljoen euro en in oktober 2002 heropend. Omdat de Landesbank Hamburgs in 2003 fuseerde met de Landesbank Schleswig-Holsteins tot HSH Nordbank werd de passage in december 2004 hernoemd tot HSH Nordbank Shopping Passage. Omdat in Hamburg niet bekend zijnde personen het winkelcentrum voor een galerie zagen werd de naam gewijzigd in passage.
In 2014 sloot de HSH Nordbank haar bankhal in de passage en vanaf april 2015 startte een grondige renovatie van de vrijwel leegstaande passage. Deze werd op 30 juni 2016 heropend als PERLE Hamburg. In de modernisering en uitbreiding tot in totaal 7.000 m² werd rond 15 miljoen euro geïnvesteerd. Na de renovatie lag de nadruk op horeca dat een groot deel van het centrum inneemt.
Eind 2020 verkocht eigenaar Hamburg Commercial Bank (HCOB) het complex dat in totaal meer dan 30.000 m² vloeroppervlakte op 8 verdiepingen heeft aan de Signa Holding. Het complex wordt voor de duur van 4 jaar middels een sale-and-lease-back constructie nog door de HCOB gebruikt.